# Henads Waljukewitsch
Henads Waljukewitsch (belarussisch Генадзь Валюкевіч, engl. Transkription Henadz Valyukevich, russisch Геннадий Валюкевич – Gennadi Waljukewitsch – Gennadiy Valyukevich; * 1. Juni 1958; † 30. Dezember 2019) war ein belarussischer Dreispringer, der für die Sowjetunion startete.

## Leben
Bei den Europameisterschaften 1978 in Prag wurde er Fünfter.
1979 siegte er bei den Halleneuropameisterschaften in Wien und wurde Zweiter beim Leichtathletik-Weltcup.
1982 gewann er Silber bei den Halleneuropameisterschaften in Mailand und wurde Vierter bei den Europameisterschaften in Athen. Im Jahr darauf holte er bei den Halleneuropameisterschaften 1983 in Budapest erneut Silber und wurde Zehnter bei den Weltmeisterschaften in Helsinki.
Bei den Halleneuropameisterschaften 1985 in Piräus wurde er Fünfter.
1979, 1982 und 1984 wurde er sowjetischer Meister im Freien, 1979 und 1985 in der Halle.
Sein für die Slowakei startende Sohn Dmitrij Vaľukevič ist ebenfalls als Dreispringer erfolgreich.

## Persönliche Bestleistungen
- Dreisprung: 17,53 m, 1. Juni 1986, Erfurt
  - Halle: 17,32 m, 17. Februar 1985, Chișinău